# جم (قزاقستان)
جم (به قزاقی: Жем، جەم) یک منطقهٔ مسکونی در قزاقستان است که در استان آق‌تپه واقع شده‌است. جم ۱٬۹۳۶ نفر جمعیت دارد.
نام این شهر بر گرفته از رود جم، رودی در این منطقه که به دریای خزر می‌ریزد، گرفته شده‌است.